# Dido
 For alternative betydninger, se Dido (flertydig). (Se også artikler, som begynder med Dido)
Dido var i græsk og romersk mytologi grundlæggeren af Karthago. I flere græske tekster bærer hun navnet Elissa. Hun var gift med Sychaeus og blev efter hans død forelsket i Æneas.
I den romerske forfatter Vergils Æneiden skildres hendes forelskelse i Æneas, der på grund af Juno ankommer til Karthago. Æneas ønsker også at blive hos hende, men Didos tidligere bejler Jarbas opdager forholdet fra Fama og informerer Jupiter, der tvinger Æneas til at rejse, fordi han skal grundlægge Rom. Da Æneas forlader hende, begår hun selvmord.
Didos selvmord bruges i romersk selvforståelse til at forklare hadet mellem Rom og Karthago.
- Wikimedia Commons har flere filer relateret til Dido

| Mytologi | Spire Denne artikel om mytologi er en spire som bør udbygges. Du er velkommen til at hjælpe Wikipedia ved at udvide den. |